# SWR1
SWR1 est une station de radio régionale publique de la Südwestrundfunk. Elle est lancée le 30 août 1998, à la suite de la fusion de la première radio de la Südwestfunk (SWF1), et de celle de la Süddeutscher Rundfunk (SDR1).
Durant la journée, SWR1 propose deux programmes séparés, un pour le Bade-Wurtemberg (SWR1 Baden-Württemberg), et un pour la Rhénanie-Palatinat (SWR1 Rheinland-Pfalz). En soirée, à partir de 19h30 (20h le week-end), SWR1 propose un programme commun sur ses deux antennes diffusé depuis Baden-Baden.

## Identité visuelle

### Logos

Ancien logo de SWR1.
Logo actuel de SWR1 Baden-Württemberg.
Logo actuel de SWR1 Rheinland-Pfalz.